# Deividas Šemberas
Deividas Šemberas, född 2 augusti 1978 i Vilnius, är en litauisk före detta fotbollsspelare som spelade som mittback. Han är mest känd för sina tio säsonger med CSKA Moskva, med vilka han vann Uefacupen 2004/2005, och för de 82 landskamper han gjort för det litauiska landslaget mellan 1996 och 2013.
Spelarkarriären avslutades 2015 efter två säsonger med Žalgiris Vilnius, samma klubb som Šemberas först spelade A-lagsfotboll för, under andra halvan av 90-talet.

## Klubbkarriär
Šemberas slog igenom med Žalgiris från hemstaden. Flyttlasset gick 1998 till Ryssland och Dynamo Moskva. Han lämnade klubben efter fyra säsonger och flyttade till konkurrenten CSKA Moskva, i samband med att den ryska högstadivisionen bytte namn från Vyssjij Divizion till Premjer-Liga. Šemberas kom att stanna i tio säsonger och var under alla år en startspelare. På de tio åren vann CSKA tre ligatitlar, sex cuptitlar och fyra supercuptitlar.
Den främsta internationella framgången med CSKA var då klubben 2005 vann Uefa-cupen efter en finalseger mot portugisiska Sporting Lissabon, på portugisernas hemmastadion José Alvalade.
Efter säsongen 2011/2012 anslöt han till Alanija Vladikavkaz. Klubben degraderades under Šemberas debutsäsong och efter en säsong i den ryska andradivisionen vände han hem till Litauen och Žalgiris Vilnius. Med Žalgiris spelade han sina sista internationella tävlingsmatcher då klubben besegrades av Malmö FF i andra kvalomgången till Champions League. Säsongen 2015 slutade med att klubben vann A lyga, den litauiska högstaligan. Efter det avslutade Šemberas sin fotbollskarriär.

## Meriter

### Med CSKA Moskva
- Vinnare av Uefa-cupen 1 gång: 2004/2005
- Rysk ligamästare 3 gånger: 2003, 2005, 2006
- Rysk cupmästare 6 gånger: 2001/02, 2004/05, 2005/06, 2007/08, 2008/09, 2010/11
- Rysk supercupvinnare 4 gånger: 2004, 2006, 2007, 2009

### Med Žalgiris Vilnius
- Litauisk ligamästare 2 gånger: 2014, 2015
- Litauisk cupmästare 3 gånger: 1997, 2014, 2015

### Individuellt
- Litauens bäste fotbollsspelare 2005
- Årets spelare i A lyga 2014